# Retiniphyllum cataractae
Retiniphyllum cataractae är en måreväxtart som beskrevs av Adolpho Ducke. Retiniphyllum cataractae ingår i släktet Retiniphyllum och familjen måreväxter. Inga underarter finns listade i Catalogue of Life.